# Manche Masemola

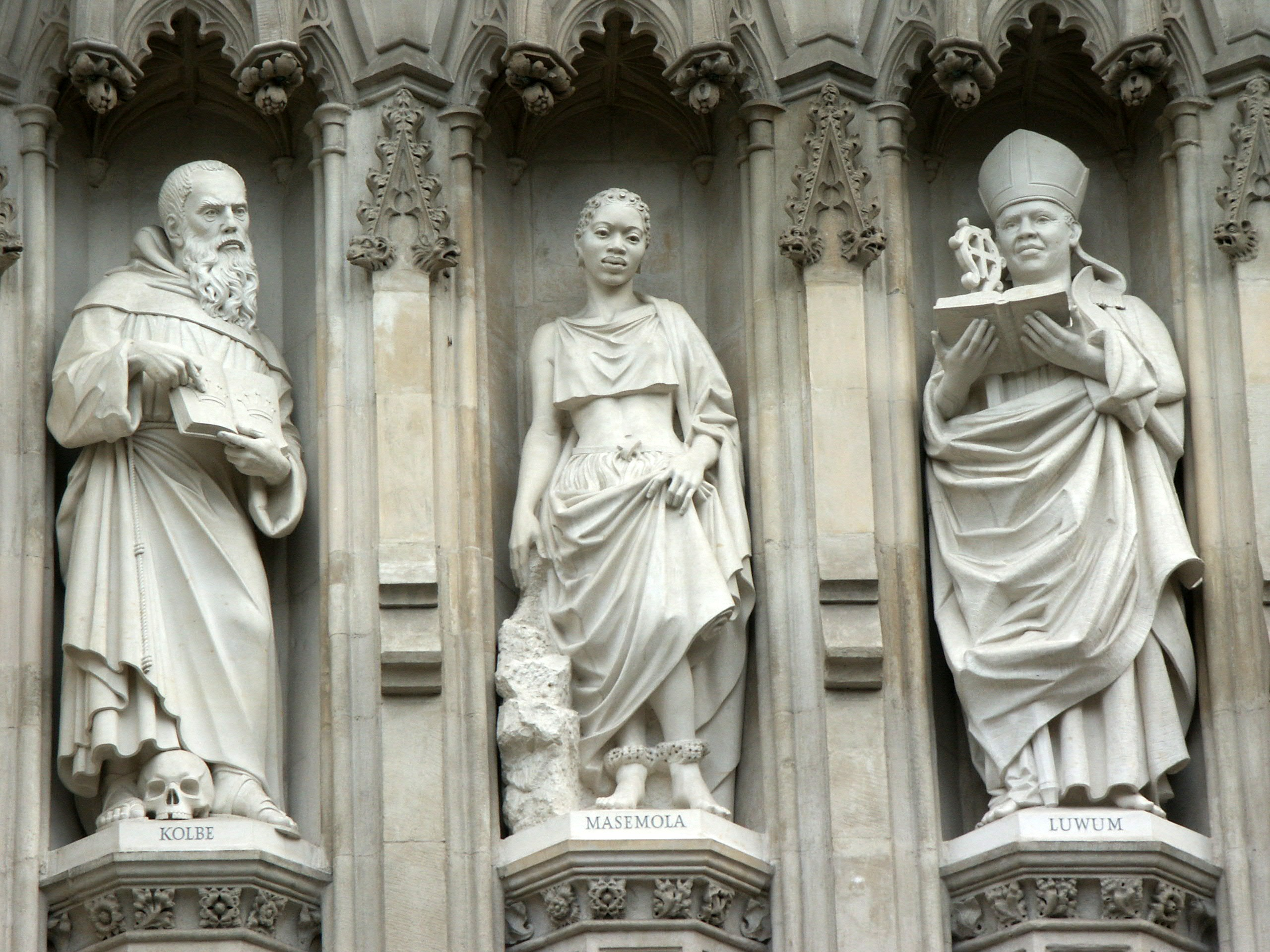
Estatuas de mártires del (Maximilian Kolbe, Manche Masemola y Janani Luwum) en la puerta occidental de la Abadía de Westminster, Londres.

Manche Masemola (¿1913?, Marishane, Sukhukhuneland - 4 de febrero de 1928) es una mártir cristiana perteneciente a la tribu africana Pedi. Vivió en Marishane, un pequeño pueblo cerca de Pietersburg, Sudáfrica.

## Evangelización de losPedi
Tras el trabajo durante décadas de misioneros alemanes e ingleses en el Transvaal, a comienzos del siglo XX se estableció una minoría Pedi cristiana que fue siempre vista con digusto por el resto de la tribu, fiel a su religión animista tradicional.

## Martirio de Mansemola
Manche Masemola participó en la catequesis de preparación al bautismo, en una iglesia anglicana, junto con su prima en contra de los deseos de sus padres, que no dudaron en amenazar a su hija por su conversión. La joven catecúmena afirmó que sería bautizada con su propia sangre antes de renegar de su recientemente adquirida fe.
Una noche, a la vuelta de la iglesia, se cree que su propia madre la asesinó, al considerar que el comportamiento de Manche había perjudicado un matrimonio beneficioso para su hija. Sin embargo, la propia madre siempre negó ser la asesina, e incluso se bautizó cuarenta años después (1968).
Manche fue declarada mártir por la Iglesia anglicana del Sur de África a los diez años de su muerte.
Es una de los mártires del siglo XX de todo el mundo representados en estatuas sobre la Puerta Occidental de la Abadía de Westminster, en Londres desde 1998.

## Cronología
- ¿1913? Manche Masemola nace en Marishane, Sukhukhuneland, en el Transvaal.
- 1919 El padre Augustine Moeka establece una misión en Marishane. Manche acude a la misión con su prima Lucía. Después, acude dos días a la semana a la misión, ignorando el parecer de sus padres.
- 1927 Los padres de Manche comienzan a golpearla hasta dos veces al día por su conversión. Su madre incluso la esconde sus ropas, pero Manche huye desnuda y se esconde. Sus padres llaman a un sangoma (chamán) creyéndola embrujada. Éste la administra a la fuerza una medicina tradicional que la conduce a la muerte, antes de ser bautizada.
- 1928 Manche Masemola muere alrededor del 4 de febrero y es enterrada. Unos días después, su hermana enferma y muere en el hospital de la misión, siendo enterrada al lado de su hermana.
- 1935 Un pequeño grupo de cristianos peregrinan a la tumba de Mansemole. Esta peregrinación se repite en 1941 y en 1949.
- 1969 La madre de Manche se convierte y es bautizada como cristiana.
- 1975 El nombre de Manche es añadido al calendario de la Iglesia Anglicana y comienzan a producirse multitudinarias peregrinaciones a su tumba cada 4 de agosto.
- 1998 Se coloca una estatua de Masemola en la Abadía de Westminster.